# Рас
Рас (амх. ራስ — «голова; главная, основная часть») — начиная с XVI века, высший военно-феодальный титул в Эфиопии. Присваивался самим императором; первоначально — только правителям крупнейших провинций страны и верховным военачальникам. Также этот титул имели право носить некоторые, особо почитаемые руководители Коптской церкви.
По значимости примерно соответствовал западноевропейскому титулу «герцог».
С XIX века стал встречаться чаще. Члены императорской семьи Эфиопии, некоторые правители провинций и командующие войсками сохраняли титул «рас» вплоть до свержения императора Хайле Селассие I в Эфиопии в 1974 году.